# Spilococcus mongolicus
Spilococcus mongolicus är en insektsart som först beskrevs av Danzig 1982.  Spilococcus mongolicus ingår i släktet Spilococcus och familjen ullsköldlöss. Inga underarter finns listade i Catalogue of Life.